# Ronny Leber

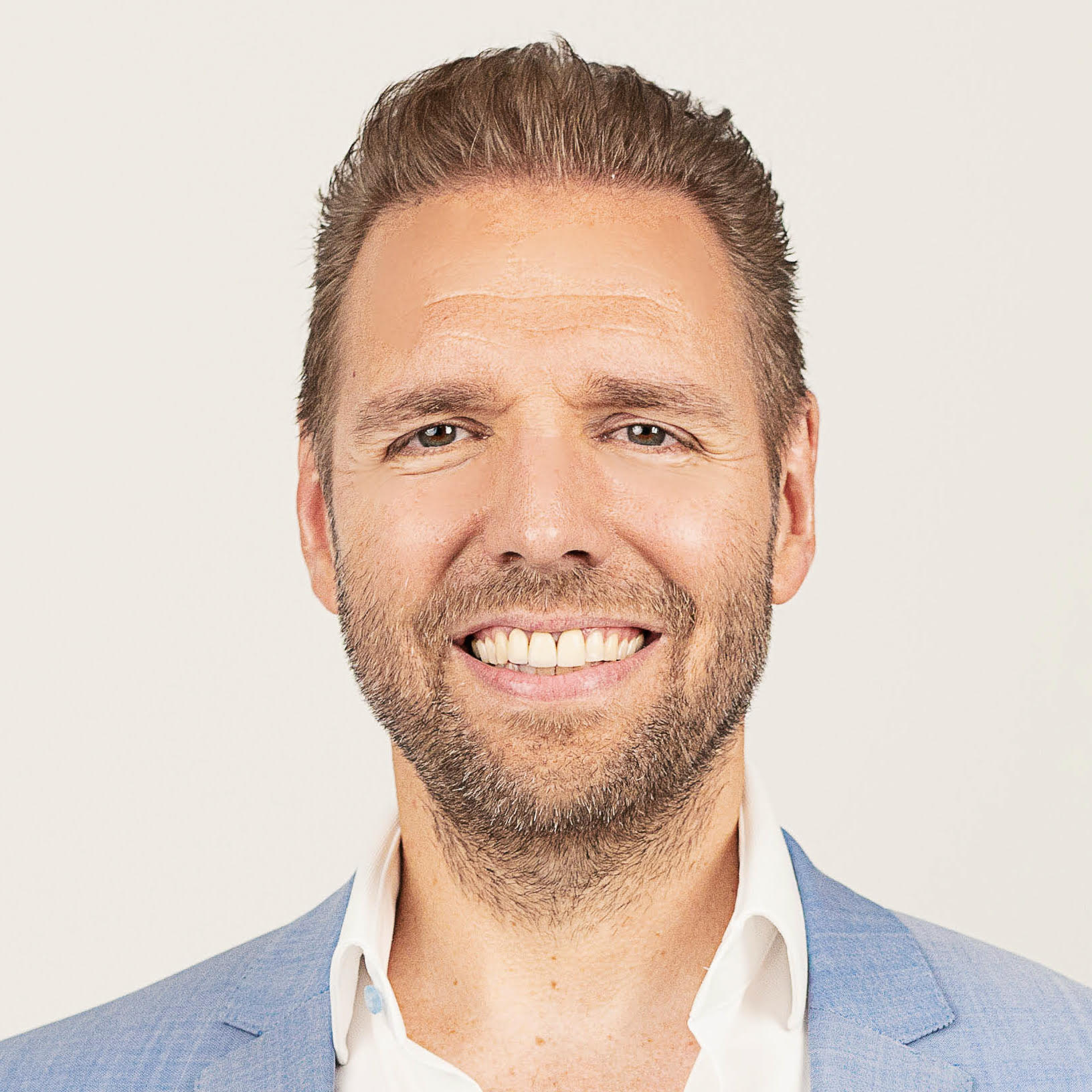
Ronny Leber.

Ronny Leber (* 21. Mai 1980 in Wien) ist ein österreichischer Moderator und Speaker. Er ist vor allem als Sportmoderator – etwa als Stadion- oder Ringsprecher – bekannt, führt aber auch durch Unternehmensveranstaltungen und tritt als Vortragsredner auf. Leber hat im TV über 1.500 Stunden live moderiert und mehr als 800 Interviews geführt (Stand: 2023).

## Leben und Karriere
Nach einem High-School-Abschluss in den USA studierte Leber Betriebswirtschaftslehre und Sportwissenschaft in Wien.

### Sportmoderation
Seine Karriere als Sportmoderator und Sportjournalist begann er als Stadionsprecher für das Eishockeyteam Vienna Capitals.
Seit 2011 moderiert er Länderspiele der österreichischen Fußballnationalmannschaft und ist, ebenfalls seit 2011, jährlich als Stadionsprecher beim Finale des Österreichischen Fußball-Cups tätig, zuletzt im Mai 2025. Von 2021 bis 2022 war Leber Moderator beim österreichischen Sender Oe24.TV und verfasste in dieser Zeit die wöchentliche Kolumne „Fußball-Insider“ in der Tageszeitung Österreich und auf Oe24.at. 2022 initiierte Leber während eines Stromausfalls beim Spiel der österreichischen Fußballnationalmannschaft gegen Dänemark im Wiener Ernst-Happel-Stadion spontan eine sogenannte "Lichterwelle" mit den Handy-Lichtern des Publikums.
Seine Auftritte als Ringsprecher bei Box-Wettkämpfen wurden von verschiedenen TV-Sendern (ORF, Sport1 u. a.) übertragen. 2023 war Leber Ringsprecher bei zwei Box-Weltmeisterschaftskämpfen der Verbände IBF und IBO im deutschen Wuppertal.
Daneben trat – und tritt – Leber als Live-Moderator von Golf- und Tennisturnieren – wie dem Erste Bank Open in der Wiener Stadthalle – oder des Vienna City Marathon in Erscheinung. 2019 moderierte er in Wien für rund 120.000 Zuschauer die Ineos 1:59 Challenge, bei der Langstreckenläufer Eliud Kipchoge als erster Mensch die Marathondistanz in unter zwei Stunden lief.

### Weitere Tätigkeiten
Neben seiner Tätigkeit als Sportmoderator und -journalist tritt Leber als Moderator und (Keynote-)Speaker auf Gala- und Wirtschaftsveranstaltungen auf, u. a. beim Austrian Event Award, dem Alpha Awards Grand Prix oder bei Veranstaltungen der ORF Enterprise. Seit 2025 ist er zudem als Universitätslektor für Storytelling an der Fachhochschule Oberösterreich tätig.
Leber lebt in Wien.